# Кайро (тауншип, Миннесота)
Кайро (англ. Cairo) — тауншип в округе Ренвилл, Миннесота, США. На 2000 год его население составило 271 человек.

## География
По данным Бюро переписи населения США площадь тауншипа составляет 88,5 км², из которых 87,9 км² занимает суша, а 0,6 км² — вода (0,64 %).

## Демография
По данным переписи населения 2000 года здесь находились 271 человек, 97 домохозяйств и 76 семей.  Плотность населения —  3,1 чел./км².  На территории тауншипа расположено 99 построек со средней плотностью 1,1 построек на один квадратный километр. Расовый состав населения: 94,83 % белых, 0,74 % коренных американцев, 1,85 % — других рас США и 2,58 % приходится на две или более других рас. Испанцы или латиноамериканцы любой расы составляли 2,95 % от популяции тауншипа.
Из 97 домохозяйств в 36,1 % воспитывались дети до 18 лет, в 70,1 % проживали супружеские пары, в 4,1 % проживали незамужние женщины и в 21,6 % домохозяйств проживали несемейные люди. 20,6 % домохозяйств состояли из одного человека, при том 3,1 % из — одиноких пожилых людей старше 65 лет. Средний размер домохозяйства — 2,79, а семьи — 3,21 человека.
31,4 % населения — младше 18 лет, 5,5 % — в возрасте от 18 до 24 лет, 30,6 % — от 25 до 44, 22,5 % — от 45 до 64, и 10,0 % — старше 65 лет. Средний возраст — 36 лет. На каждые 100 женщин приходилось 106,9 мужчин.  На каждые 100 женщин старше 18 приходилось 111,4 мужчин.
Средний годовой доход домохозяйства составлял 38 750 долларов, а средний годовой доход семьи —  41 375 долларов. Средний доход мужчин —  28 929  долларов, в то время как у женщин — 25 625. Доход на душу населения составил 17 310 долларов. За чертой бедности находились 9,3 % семей и 13,3 % всего населения тауншипа, из которых 14,9 % младше 18 лет.